# پیلار لوپ
ماریا پیلار لوپ کوئنکا (به اسپانیایی: María Pilar Llop Cuenca) (متولد ۳ اوت ۱۹۷۳) قاضی و سیاستمدار اسپانیایی است که در حال حاضر به عنوان رئیس مجلس سنای اسپانیا فعالیت می‌کند؛ که توسط مجمع مادرید تعیین شده‌است، مجمعی که از ژوئن ۲۰۱۹ در آن عضو است. پیش از این، وی از سال ۲۰۱۵ تا ۲۰۱۸ عضو مجمع مادرید و از ۲۰۱۸ تا ۲۰۱۹ نماینده دولت برای خشونت جنسی دولت اسپانیا بود.

## زندگی‌نامه
لوپ در ۳ اوت ۱۹۷۳ در خانواده‌ای متوسط به دنیا آمد. پدرش راننده تاکسی و مادرش آرایشگر بودند، وی در رشته حقوق در دانشگاه کمپلوتنسه مادرید فارغ‌التحصیل شد. وی همچنین در رشته قضایی در دانشگاه آلیکانته تسلط یافت.
وی در سال ۱۹۹۹ وارد کار قضایی شد و در سال ۲۰۰۴ به مقام قضایی رسید. وی در انتخابات حزب کارگر سوسیالیست اسپانیا (PSOE) برای انتخابات منطقه ای ۲۰۱۵ مادریلانیا به رهبری آنخل گابیلوندو کاندید شد و به عضویت دهمین دوره مجلس قانونگذاری منطقه درآمد. وی در ۱۳ ژوئیه ۲۰۱۸ استعفا از کرسی خود در مجمع مادرید را رسمی کرد زیرا وی توسط شورای وزیران به ریاست پدرو سانچز به عنوان نماینده جدید دولت برای خشونت جنسیتی منصوب شده بود. او در ۲۴ ژوئیه ۲۰۱۸ به دفتر سوگند یاد کرد.